# FC Bohemians Praha
FC Bohemians Praha je bývalý pražský fotbalový klub v konkursu hrávající nejnižší fotbalovou soutěž v Praze - III. třídu, skupinu B. Je také aktérem sporů souvisejících se jménem Bohemians.
FC Bohemians Praha je původním klubem se slavnou historií, který se dostal v roce 2004 do finančních problémů, které vedly až k vyhlášení konkursu 1. února 2005. Správce konkursní podstaty poté prodal právo na účast v soutěžích ČMFS a registrace hráčů včetně mládeže na AFK Vršovice, později přejmenované na Bohemians 1905. Na provedení této transakce je podáno majitelem FC Bohemians Praha Michalem Vejsadou několik soudních žalob a stížností u ČMFS. Samotný klub FC Bohemians Praha od sezóny 2005/06 čtyři sezóny nehrál žádnou soutěž, než jej na jaře 2009 Michal Vejsada přihlásil do nejnižší pražské fotbalové soutěže, kterou bude hrát s amatéry na hřišti na pražském Střížkově.
Dnes se je prokázáno, že správce konkurzní podstaty Ing. Vladimír Huml při zpeněžování majetku FC Bohemians Praha a.s. v roce 2005 nejednal dle zákona o konkurzu. SKP Huml byl v roce 2007 odvolán z konkurzu a na jeho místo nastoupil SKP JUDr. Tuma, který zjistil nedodržování zákona o konkurzu při zpeněžování majetku FC Bohemians Praha a zpeněžený majetek zapsal zpět do konkurzu. Bohemians 1905, která majetek neoprávněně získala, podala dle ZKV vylučovací žalobu, kterou však u Městského soudu v Praze prohrála (rozsudek je pravomocný). Obžalovaní z porušování zákona o konkurzu byli představitelé Bohemians 1905 Mgr. Petr Svoboda a Lukáš Přibyl (ten zemřel v roce 2012). Petr Svoboda dostal v srpnu 2014 roční podmínku a povinnost uhradit škodu ve výši 8 milionů Kč.
Dne 7. července 2011 rozhodl Úřad průmyslového vlastnictví, že práva na ochrannou známku v podobě klokana v dvojkruží a nápisem Bohemians Praha pro provozování činnosti oddílu kopané náleží Bohemians 1905. Rozhodnutí nabylo právní moci 11. července 2011.
Dne 5. listopadu 2013 předseda Fotbalové asociace Miroslav Pelta oznámil odkoupení akcií "Vejsadovy Bohemky" a tím vyřešil sporu o jméno Bohemians.

## Umístění v jednotlivých sezonách
Zdroj: 
Legenda: Z - zápasy, V - výhry, R - remízy, P - porážky, VG - vstřelené góly, OG - obdržené góly, +/- - rozdíl skóre, B - body, červené podbarvení - sestup, zelené podbarvení - postup, fialové podbarvení - reorganizace, změna skupiny či soutěže
| Česko (2009 – 2012) |                                |        |    |    |   |    |    |    |     |    |        |
| Sezóny              | Liga                           | Úroveň | Z  | V  | R | P  | VG | OG | +/- | B  | Pozice |
| 2009/10             | Pražská okresní soutěž – sk. B | 9      | 26 | 7  | 3 | 16 | 47 | 79 | -32 | 24 | 12.    |
| 2010/11             | Pražská okresní soutěž – sk. C | 9      | 18 | 10 | 0 | 8  | 50 | 47 | +3  | 30 | 4.     |
| 2011/12             | Pražský okresní přebor – sk. C | 8      | 22 | 2  | 1 | 19 | 27 | 97 | -70 | 7  | 12.    |